# پادشاهی ارمنی کیلیکیه
پادشاهی ارمنی کیلیکیه به (ارمنی کلاسیک Կիլիկիոյ Հայոց Թագաւորութիւն به لاتین Kilikio Hayots Tagavorutyun) یا به عنوان ارمنستان جدید یا ارمنستان کوچک نیز شناخته شده‌است.
سرزمین کیلیکیه یکی از سکونتگاه‌های کهن بشری است که نام آن در بسیاری از متون مربوط به دورهٔ باستان به ثبت رسیده و به سبب موقعیت حساسش همواره در طول تاریخ مورد توجه فاتحان بوده.
پادشاه آشور، شلمانصر سوم، در یکی از کتیبههای خویش، متعلق به ۸۳۴ قبل از میلاد، اشاره‌ای به نبردهای خود و فتح این سرزمین کرده‌است. در دورهٔ حکومت هخامنشیان، کوروش، موفق شد کیلیکیه را مطیع خویش سازد.
بر مبنای بخشی از همین متون اشاره شده اسکندر مقدونی این سرزمین را از جمله متصرفات خود می‌دانست و پس از او سلوکیان آن را تحت حکومت خود درآوردند. سپس، عربها در پی فتوحاتشان در قرن هفتم میلادی بخش‌هایی از این سرزمین را تصاحب کردند که تا قرن دهم میلادی جزو محدودهٔ سرزمینهای فتح شدهٔ آن‌ها باقی‌ماند.
در نیمهٔ دوم قرن دهم میلادی و در فاصلهٔ سال‌های ۹۶۳–۹۶۵م، امپراتوری بیزانس بسیاری از شهرهای مهم کیلیکیه را، که در دست عربها بود، به تصرف خویش درآورد. دیری نگذشت که با شکستن دیوار دفاعی عربها، در حدود کوه‌های توروس، سربازان بیزانسی موفق به پیشروی شدند و تمامی این سرزمین را جزو قلمرو امپراتوری بیزانس قرار دادند.
در قرن یازدهم میلادی با ظهور حکومتی ارمنی در سرزمین کیلیکیه که در اندک زمانی تبدیل به قدرتی مستقل با ابعاد نظامی، سیاسی و فرهنگی در خور توجهی شد به گونه‌ای که بخش اعظمی از حوادث مربوط به پادشاهی کیلیکیه درمتون تاریخی مورخان اروپایی هم روزگار آن در ذیل عنوانهای بارون‌نشین جدید ارمنی، ارمنستان جدید یا ارمنستان کوچک به نگارش درآمد و تا سده‌های بعد نیز مورد بررسی قرار گرفت.

## موقعیت جغرافیایی کیلیکیه

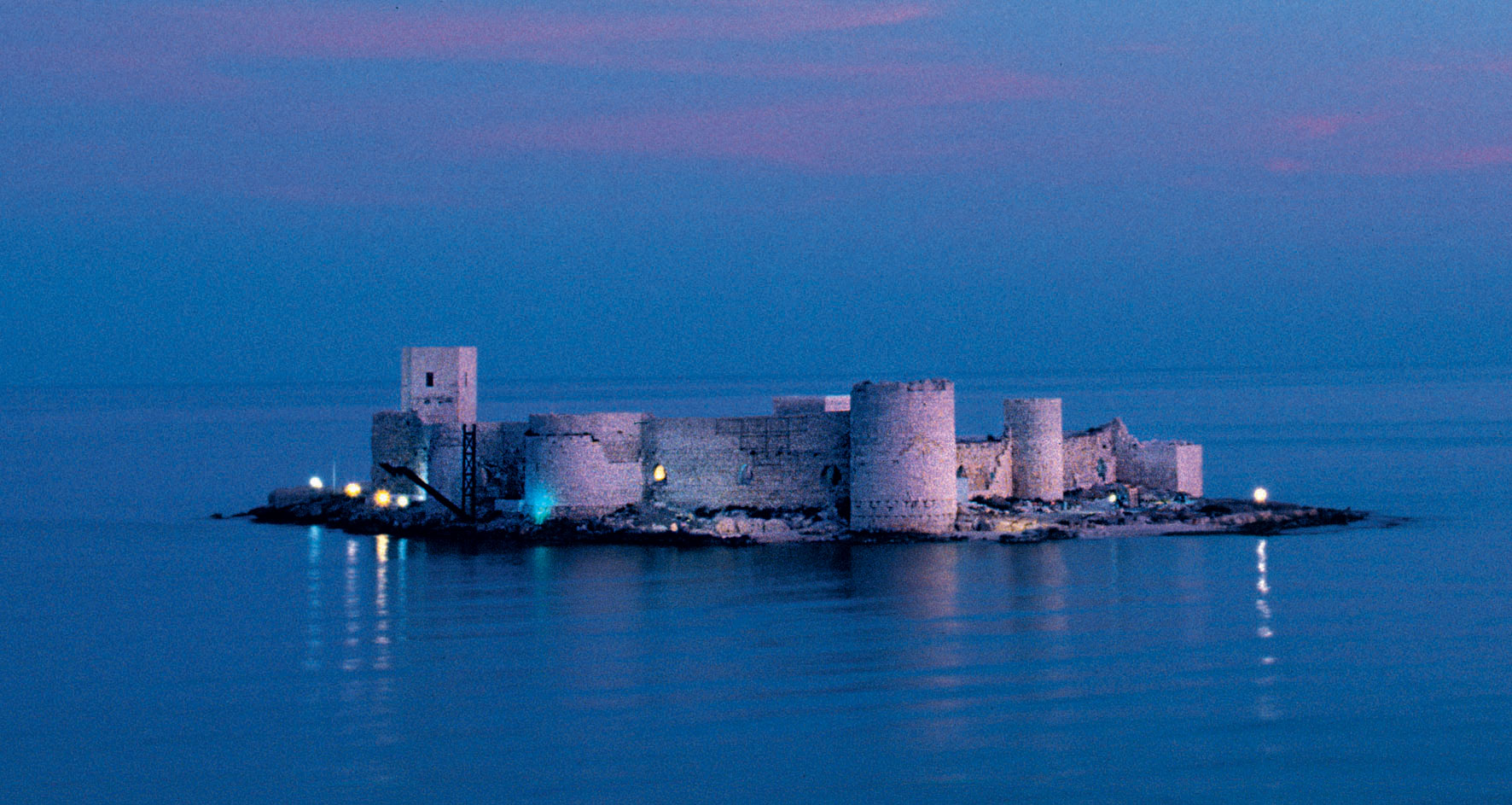
یکی از قلعه‌های کوریکوس واقع در دریا

بر مبنای مطالعات جغرافیایی و بر اساس طبیعت حاکم بر کیلیکیه، که از تنوع خاصی برخوردار است، رشته کوه‌های توروس، که در قسمت‌های غرب، شمال و شرق این سرزمین گسترده‌است، همواره یکی از مهم‌ترین محافظان طبیعی این سرزمین بوده و در طی دوران پادشاهی کیلیکیه قلعه‌های مستحکم بسیاری را بر بلندای تپه‌های خود از گزند مهاجمان محفوظ داشته.
جغرافیدانان، این سرزمین را به لحاظ طبیعی به چندین بخش تقسیم کرده‌اند:
- نوار غربی شامل ناحیه‌ای سنگلاخی است که با تپه‌های صخره‌ای کم ارتفاعی احاطه و در متون تاریخی با عنوان کیلیکیهٔ سنگلاخی مشخص شده.
- بخش‌هایی از نوار شرقی نیز از دشت‌ها تشکیل و شمال شرقی با زنجیره‌ای از کوه‌ها و قله‌های نسبتاً مرتفع، که گاه بلندی آن‌ها به ۳٬۵۰۰ متر می‌رسد، پوشانیده شده. این بخش به کیلیکیهٔ کوهستانی معروف است و در متون برخی مورخان ارمنی از آن با عنوان بام کیلیکیه یاد شده. قسمت‌های جنوب شرقی کیلیکیه را نیز کوه‌هایی کم ارتفاع احاطه کرده‌اند که بلندای قله‌های آن گاه به ۲٬۰۰۰ متر می‌رسد.

## آب و هوا و منابع طبیعی کیلیکیه
آب و هوای کیلیکیهٔ کوهستانی متغیر و از تابستانهای گرم و زمستانهای بسیار سرد برخوردار است.
در نواحی دشتی، معمولاً فصل بهار از آوریل (اردیبهشت) آغاز می‌شود و به دلیل وجود رودخانه‌ها و جویبارهای این بخش، که از کوه‌های توروس سرچشمه می‌گیرند و به دریای مدیترانه می‌ریزند، این منطقه ناحیه‌ای حاصلخیز محسوب می‌شود.
این عوامل سبب رونق کشاورزی در حوزهٔ پادشاهی کیلیکیه شده بود و محصولات متنوعی چون گندم، جو، برنج و پنبه در دشت‌های حاصلخیز آن کشت می‌شد.
کیلیکیه از تنوع گیاهی فراوانی برخوردار است و وجود گونه‌های فراوانی از بوته‌های صحرایی، به ویژه در بخش کوهستانی آن، سبب گسترش دامداری در کوهپایه‌ها و تپه‌های منتهی به این نواحی شده.
بر اساس اسناد موجود پرورش و تربیت اسب یکی از حرفه‌های رایج در بین مردمان ساکن درکیلیکیهٔ کوهستانی بوده. همچنین، این سرزمین دارای معادن زیرزمینی فراوانی است.

## اقوام و موقعیت نظامی و اجتماعی کیلیکیه
در قرون وسطا ساکنان سرزمین کیلیکیه را مردمانی از قومیتهای مختلف از قبیل ارمنیان، رومیان، آشوریان، یونانیان و اعراب تشکیل می‌دادند.
در قرن سیزدهم میلادی، کل جمعیت این سرزمین در محدودهٔ پادشاهی ارمنی کیلیکیه بیش از یک میلیون نفر بوده که در نواحی مختلف این پادشاهی و در گستره‌ای در حدود چهل هزار کیلومتر مربع پراکنده بوده‌اند.
سرزمین کیلیکیه شهرهای فراوانی را در خود جای داده بود که بسیاری از آن‌ها با دیوارها و قلعه‌هایی مستحکم محصور شده و علاوه بر استحکامات نظامی از امکانات اجتماعی و اقتصادی کافی نیز برخوردار بودند.
از این میان چهار شهر سیس، قوزان (ترکیه)، آدانا، آنازاربا، موپسوئست از اهمیت اقتصادی و سیاسی بیشتری برخوردار بوده‌اند.
در بخش‌های کوهستانی قلعه‌هایی قرار داشت که از استحکامات و بنایی با ویژگی‌های نظامی خاص برخوردار بود. از مهم‌ترین این قلعه‌ها می‌توان به واهکا، لامبرون (لامپرون)، گوگلاگ و کاپان اشاره کرد.

## ورود مهاجران ارمنی و تشکیل حکومتی مستقل
بر اساس متون تاریخی ارمنی تقریباً از ابتدای قرن یازدهم میلادی جمعیت انبوهی از ارمنیان شهرها و روستاهای مختلف ارمنستان پس از حملات سپاهیان بیزانس مجبور به ترک سرزمین خویش شدند و به سوی سرزمینی امن تر مهاجرت کردند.

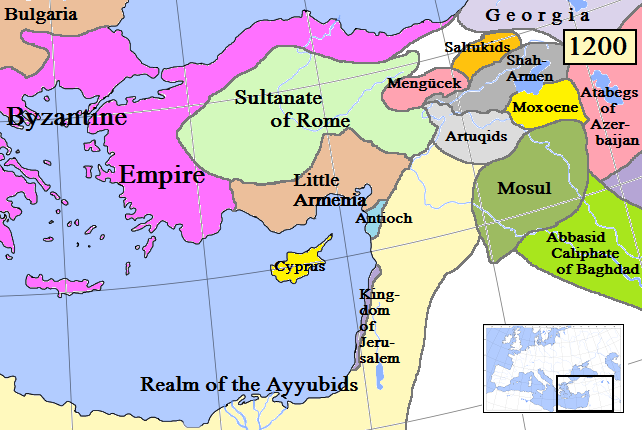
ارمنستان کوچک و ایالتهای اطراف آن در سال ۱۲۰۰م

سرزمین کیلیکیه به دلیل موقعیت جغرافیایی خاص خود، که نوید سرزمینی آرام و امن را می‌داد بیشتر مورد توجه مهاجران ارمنی قرار گرفت و روز به روز بر شمار ارمنیانی که به این سرزمین مهاجرت می‌کردند افزوده شد. به گونه‌ای که در دههٔ چهل قرن یازدهم میلادی و در پی مهاجرتها و سکونت ارمنیان در نواحی مختلف کیلیکیه چندین امیرنشین ارمنی در این ناحیه تشکیل شد که همگی آن‌ها خاستگاهی فئودالی داشتند و متعلق به یکی از خاندان‌های بزرگ ارمنستان بودند.
پس از مدتی نه چندان طولانی و در اواخر نیمهٔ نخست قرن یازدهم میلادی، سرداران نظامی ارمنی مسئولیت ادارهٔ برخی قلعه‌های نظامی مهم کیلیکیه را در دست گرفتند و به این ترتیب، با شکل‌گیری نخستین نشانه‌های تمرکز و توسعهٔ قدرت، امیرنشینهایی ارمنی به وجود آمد و زمینهٔ لازم برای ایجاد امارتی مستقل و متحد را فراهم ساخت.

## شاهزاده روبن
در اواخر سال ۱۰۸۰م شاهزاده روبن، از امرای نامی ارمنی - که در قلعه‌ای در ناحیهٔ شمال کیلیکیه اقامت داشت، به همراهی برخی دیگر از نجبای ارمنی و سپاهیان خود و به منظور دستیابی به حکومتی مستقل در برابر امپراتوری بیزانس قیام کرد و وارد نبردهایی سخت و طولانی با لشگریان بیزانس شد.

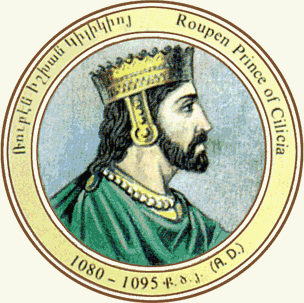
شاهزاده روبن (۱۰۸۰–۱۰۹۵م)

او با تمامی امیرنشینهای ارمنی، که در نواحی مختلف بخش کوهستانی کیلیکیه ساکن بودند، پیمان اتحاد بست و به یاری آن‌ها توانست برخی از قلعه‌های واقع در بخش کوهستانی کیلیکیه را نیز از آن خویش سازد و در نهایت، با رهبری مطلق خود حکومتی مستقل تشکیل دهد.
این حکومت درآغاز عنوان دودمان روبنی را به خود اختصاص داد اما بعدها از آن با نام امارت ارمنی کیلیکیه یاد شد و البته در برخی منابع اروپایی به صورت باروننشین ارمنی کیلیکیه نیز عنوان شده‌است.
روبن تا ۱۰۹۵م حکومت کرد و پس از او فرزندش، کنستانتین اول، قدرت را درست گرفت.

## کنستانتین اول
پس از شاهزاده روبن فرزندش، کنستانتین اول، قدرت را درست گرفت. (۱۰۹۵–۱۱۰۲م). وی سیاست‌های پدر را به منظور تحکیم و ثبات هر چه بیشتر امارت تازه تشکیل شدهٔ ارمنی کیلیکیه دنبال کرد و در اندک زمانی موفق شد قلعهٔ واهکا واقع در کیلیکیه کوهستانی را، که یکی از مهم‌ترین استحکامات امپراتوری بیزانس بود، تصرف کند.
کنستانتین، قلعهٔ واهکا را به دلیل اهمیت و حساسیت نظامی که داشت به منزلهٔ مرکز حکومت خویش انتخاب کرد و به نبردهای خود به منظور توسعهٔ قلمرو خویش در دو جبهه، در برابر امپراتوری بیزانس و نیز سلجوقیان، ادامه داد.
مقارن همین ایام سپاهیان صلیبی از سمت غرب به شرق در حال پیشروی بودند. آنان در هر سرزمینی که به تصرف درمی‌آوردند امیرنشینی تأسیس می‌کردند و با تکیه بر همین سیاست توانستند تا ۱۲۷۰م بر متصرفاتشان در شرق حکومت کنند.

پرچم دودمان روبنی

در اوایل ۱۰۹۷م، دو لشکر از سربازان صلیبیون وارد سرزمین کیلیکیه شدند. آنان از کنستانتین، حاکم امارت ارمنی کیلیکیه، درخواست یاری کردند و او به همراه برخی از امرای دیگر و لشگریان خود به سپاهیان صلیبی پیوست. هدف اصلی کنستانتین از همراهی با سپاهیان صلیبی به‌کارگیری نیروی مضاعف آن‌ها در دسترسی به مواضع بیشتری در سرزمین کیلیکیه بود.
سپاهیان صلیبی به کمک امرای ارمنی موفق شدند بسیاری از قلعه‌های واقع در دشت‌های کیلیکیه را ازآن خویش سازند. آنان سپس به پیشرویهای خود در شرق ادامه دادند و در نهایت نیز امیرنشینی هم‌مرز با امارت ارمنی کیلیکیه ایجاد کردند که نقشی مهم درتعیین سرنوشت آتی این امارت ایفا کرد.
در نتیجهٔ حملات سپاهیان صلیبی به شرق، که همزمان در جبه‌های مختلفی به نبرد می‌پرداختند، امپراتوری بیزانس فرصت بیشتری به دست آورد تا به توسعهٔ متصرفات خود و بازپس‌گیری قلعه‌هایی که تحت حکومت امارت ارمنی کیلیکیه قرار داشت بپردازد و در اندک زمانی موفق شد تا بر نواحی واقع در دشت‌های کیلیکیه مسلط شود.
پس از چندی نیز از شکست سختی که سپاهیان صلیبی در یکی از نبردهایشان با آن مواجه شدند به نفع خود بهره برد و توانست چندین قلعهٔ مهم را در محدودهٔ کیلیکیه فتح کند.

## توروس اول
پس از کنستانتین فرزندش، توروس اول (۱۱۰۲–۱۱۲۹م)، زمام حکومت را در دست گرفت. او به منظور گسترش متصرفات خویش نبردهایی طولانی را آغاز کرد و موفق شد شهرهای سیس و آنازاربا را ضمیمهٔ قلمرو خود سازد و حکومتی خودمختار تشکیل دهد که کاملاً مستقل از حکومت بیزانس عمل می‌کرد.

## لوون اول
در نیمهٔ نخست قرن دوازدهم میلادی، در دورهٔ جانشین توروس اول، یعنی لوون اول (۱۱۲۹–۱۱۴۰م)، امارت ارمنی کیلیکیه با حوادث مختلفی رو به رو شد.
گروهی از لشگریان صلیبی در پی کسب متصرفات بیشتر و به قصد تصاحب شهرها و قلعه‌های مهم واقع در دشت‌های کیلیکیه به این سرزمین لشگرکشی کردند.
لوون در تمامی جنگ‌ها پیروز و مانع پیشروی آن‌ها به محدودهٔ قلمرو کیلیکیه شد. سپاهیان صلیبی، که خود را از لحاظ نظامی در برابر لشگریان لوون ناتوان می‌دیدند، با خدعه‌ای وی را به اسارت درآوردند و او در قبال آزادی خویش ناچار شد برخی از قلعه‌های مهم امارت ارمنی کیلیکیه، واقع در دشت‌های این سرزمین، را به آن‌ها واگذار کند.

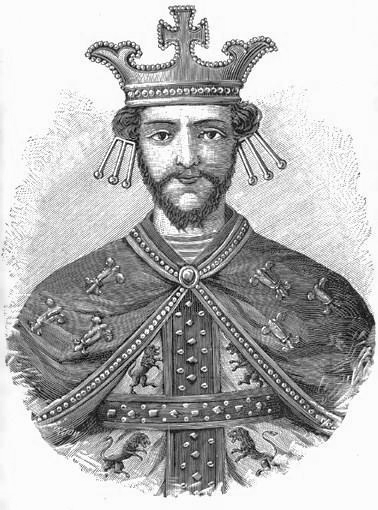
لوون دوم

چندی بعد نیز امپراتوری بیزانس به قصد نابودی کامل امارت مذکور به نواحی کوهستانی لشگرکشی کرد و طی جنگ‌هایی طولانی و سخت موفق شد بسیاری از قلعه‌های مهم را به تصرف خویش درآورد. لوون نیز دستگیر و اسیر شد. در نتیجهٔ این حملات، امارت ارمنی کیلیکیه برای مدت زمانی نه چندان طولانی استقلال خویش را از دست داد.
در ۱۱۴۲م لوون، که در قسطنطنیه در اسارت به سر می‌برد، درگذشت.

## تلاش برای بقای حکومت
توروس دوم (۱۱۴۴–۱۱۶۹م) برای حفظ استقلال امارت مذکور تا پایان عمر خویش نبردهایی سخت و طولانی با امپراتوری بیزانس داشته. او در طی دورهٔ حکومت خود تمام نیروهای نظامی و سیاسی را به منظور مقابله با حملات این امپراتوری به کار گرفت.
پس از توروس دوم فرزند خردسالش، روبن دوم (۱۱۶۹–۱۱۷۰م)، جانشین پدر شد. لیکن چون کوچکتر از آن بود که به ادارهٔ درست امور بپردازد توما بایل، از نجبای دربار، نیابت امارت را در دست گرفت.
پس از گذشت یک سال، برادر توروس دوم، مله (۱۱۷۰–۱۱۷۵م)، در زمان حیات برادرش امکان کسب پیروزی در بسیاری از نبردها با درایت نظامی و سیاسی او فراهم شده بود، زمام امور را در دست گرفت. او روبن و نایب امارتش، توما بایل، را از دستگاه حکومت دور و به هرومکلا تبعید کرد. دیری نپایید که روبن در آنجا درگذشت و مله از مدعیان امارت رهایی یافت.
مله پس از تصاحب قدرت، موفق شد تمامی قلعه‌های واقع در دشت‌های کیلیکیه را از تسلط امپراتوری بیزانس خارج سازد و دیوار دفاعی قوی در برابر حملات لشگریان صلیبی ایجاد کرد تا مانع ورود آن‌ها به محدودهٔ قلمرو امارت خویش شود.
او در ۱۱۷۳م شهر سیس را به منزلهٔ پایتخت امارت ارمنی کیلیکیه برگزید که تا ۱۳۷۵م همچنان مرکزیت خود را حفظ کرد. مدت امارت مله بسیار کوتاه بود و او خیلی زود طی توطئه‌ای به دست جمعی از نجبا و بزرگان، که از ابتدا با شیوهٔ حکومت او مخالف بودند، کشته شد.

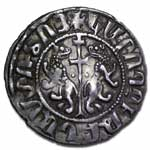
سکه از پادشاهی ارمنی کیلیکیه ۱۰۸۰–۱۳۷۵

پس از مله امارت به فرزند برادرش، روبن سوم (۱۱۷۵–۱۱۸۷م)، رسید. روبن پس از اینکه زمام امور را در دست گرفت، برخلاف انتظار نجبا، دستور قتل همهٔ کسانی را که به گونه‌ای در قتل عمویش دخالت داشتند صادر کرد.
ایوبیان مصر به رهبری صلاح‌الدین ایوبی، که متصرفات فراوانی به دست آورده بود، در پی حملات خود متوجهٔ کیلیکیه شد و نبردهای خود را برای تسلط بر بخش‌های مختلفی از این سرزمین آغاز کرد. پس از یک سال نبردهای طولانی سرانجام لوون دوم، (۱۲۱۹–۱۱۸۷م)، موفق شد تا سپاهیان مصری را شکست دهد و آنان را وادار به عقب‌نشینی از مرزهای کیلیکیه سازد.
صلاح‌الدین، در پی کسب پیروزی دربرابر سپاهیان صلیبی در ۱۱۹۳م، سفیرانی به نزد لوون دوم فرستاد و از او خواست تا سرزمین کیلیکیه را به او واگذارد و از امارت خویش صرفنظر کند. اما هنگامی که با پاسخ منفی لوون رو به رو شد سپاهیان خود را به قصد جنگ در مرزهای کیلیکیه مستقر کرد. نبرد آغاز شد اما مرگ صلاح‌الدین مانع از ادامهٔ آن شد و سپاهیانش میدان جنگ را برای بازگشت به وطن ترک کردند.
لوون دوم توانست مرزهای قلمرو خویش را گسترش دهد و با اقداماتی که در زمینه‌های اقتصادی، اجتماعی و فرهنگی صورت داد به امارت ارمنی کیلیکیه رونق و شکوهی فراوان بخشید و یکی از قدرت‌های شرق مطرح و زمینهٔ لازم برای ایجاد حکومتی مستقل فراهم شد. لوون دوم در ۱۲۱۹م درگذشت.
لوون دوم در اواخر عمرش دختر خود، زابل، را به منزلهٔ ولیعهد مشخص کرد. لیکن چون زابل برای ادارهٔ امور کشور بسیار کوچک بود کنستانتین، امیر لامبرون، از دودمان هتومی و آدان، امیر گاستون، را به منزلهٔ قیمان دختر خویش تا زمانی که به سن کافی برای حکومت برسد تعیین کرد.
کنستانتین پس از حذف مدعیان حکومت تصمیم گرفت انسجام گذشتهٔ پادشاهی کیلیکیه را احیا کند. او در اندیشهٔ ازدواج پسرش، هتوم، با شاهزاده خانم زابل بود. اما بعد از مشورت با برخی از بزرگان کشور به این نتیجه رسید که برای حفظ منافع پادشاهی ارمنی کیلیکیه و مصلحت آن لازم است که زابل با فیلیپ، نایب امارت انطاکیه، وصلت کند.
فیلیپ در آن زمان شانزده سال بیشتر نداشت و این امر باعث می‌شد که همچنان کنستانتین به منزلهٔ قیم حکومت و با اقتدار تام بر مسند قدرت باقی بماند.
شاهزاده خانم زابل با فیلیپ ازدواج کرد. اما دیری نپایید که فیلیپ، با حمایت نجبا و بزرگان دربارش و با تکیه بر اختیارات پادشاهی خود، تمامی مواردی را که در پیمانی طی ازدواج با زابل پذیرفته بود نادیده گرفت و از هر شیوه‌ای در تضعیف قدرت کنستانتین و دیگر سرداران ارمنی استفاده کرد.
این سیاست او خیلی زود با ناکامی مواجه شد زیرا امرای ارمنی، که هرگز اجازه نمی‌دادند تا از میزان قدرت آن‌ها در کیلیکیه کاسته شود، بر او شوریدند، او را دستگیر و در دژ تیل زندانی کردند. پس از چندی فیلیپ در همین دژ درگذشت.
شاهزاده خانم زابل را به عقد هتوم(۱۲۲۶–۱۲۷۰م)، پسر کنستانتین، درآوردند و تاج پادشاهی را نیز به او واگذار کردند.
هتوم پیمان صلحی با مغولان بست که بر پایهٔ مفاد آن متعهد می‌شد سربازان کیلیکیه در برخی نبردهای مغولان در شرق به آن‌ها یاری رسانند و در ازای آن مغولان نیز متعهد شدند از ورود به کیلیکیه و تصرف آن خودداری کنند و در هنگام تهاجم نیروهای خارجی به محدودهٔ این سرزمین به پادشاه کیلیکیه کمک نظامی رسانند نیز تمامی کلیساهای واقع در این سرزمین را از پرداخت مالیات معاف کنند.
هتوم، که در پی شرایط دشوار و نبردهای طولانی بسیار خسته و بیمار شده بود، بزرگان کشور را به نزد خود فرا خواند و طی مراسمی تاج پادشاهی کیلیکیه را به فرزندش، لوون سوم (۱۲۷۰–۱۲۸۹م)، واگذار کرد.
پس از لوون سوم فرزندش، هتوم دوم (۱۲۸۹–۱۳۰۳م)، بر تخت پادشاهی کیلیکیه نشست. هتوم دوم پادشاهی با روحیهٔ ناپایدار و ضعیف بود و به دلیل نداشتن درایت کافی درحل و فصل مشکلات سیاسی و نظامی به ویژه در رویارویی با حوادث و مهاجمان خارجی چندین بار از مسند قدرت کناره گرفت و تخت پادشاهی کیلیکیه را خالی گذاشت.
در ۱۲۹۲م، لشگریان مصری به سوی کیلیکیه پیشروی کردند و موفق شدند شهر و قلعهٔ هرومکلا را، که اسقف‌نشین و مرکز کلیسای ارمنی این پادشاهی محسوب می‌شد، به تصرف درآورند.
مصریان در ادامهٔ نبردهایشان موفق شدند بسیاری از شهرها و قلعه‌های دیگر کیلیکیه را نیز تصرف کنند و هتوم دوم ناگزیر شکست را پذیرفت.
هتوم دوم برادرزاده‌اش لوون چهارم را (۱۳۰۳–۱۳۰۷م) به پادشاهی کیلیکیه برگزید.
لوون چهارم در ابتدای حکومت خویش نمایندگانی به نزد پاپ کلمنت پنجم فرستاد و از او درخواست کمک نظامی‌کرد. سیاست غازان خان، نسبت به کیلیکیه، با گسترش این دیدگاه که پادشاهی کیلیکیه متوجه کشورهای اروپایی شده و با آن‌ها پیمان دوستی بسته، به کلی تغییر یافت و تصرف این سرزمین به منزلهٔ یکی از اهداف آتی مغولان در نظر گرفته شد.
اُشین (۱۳۰۷–۱۳۲۰م) عموی پادشاه لوون، که شجاعت و دلیری خود را در نبردهای سخت دربرابر مغولان به اثبات رسانده بود، عنوان پادشاهی را ازآن خویش ساخت.
پس از مرگ اُشین، فرزندش، لوون پنجم (۱۳۲۰–۱۳۴۲م)، بر مسند قدرت قرار گرفت. از مهم‌ترین اقدامات لوون پنجم بهبود وضعیت اقتصادی کیلیکیه بود تا کشور توانایی کافی برای بازسازی لطمات و خسارات حاصل از نبردهای طولانی گذشته را به دست آورد. از این رو، اقدام به گسترش داد و ستد با بسیاری از کشورهای اروپایی کرد و پیمانهای تجاری نوینی با برخی از مراکز بازرگانی اروپا منعقد ساخت. او بندر آیاس را به مرکزی برای ورود و خروج کالاهای بازرگانان اروپایی تبدیل کرد و از این طریق درآمد سرشاری را نصیب کیلیکیه ساخت.

## سقوط پادشاهی
نبردهای پی در پی مصریان در نقاط مختلف کیلیکیه به مدت سه سال ادامه پیدا کرد. آن‌ها در بیشتر جنگ‌ها پیروز شدند و شمار بسیاری از شهرهای مهم را تصرف کردند. سپاهیان کیلیکیه متحمل تلفات سنگینی شدند و شمار بسیاری از سربازان آن به اسارت مصریان درآمدند.
لوون پنجم درمانده از این نبردها در حالی که پادشاهی خویش را تنها و بدون هیچ حامی مورد اطمینانی می‌دید و از حمایت کشورهای اروپایی نیز ناامید شده بود بار دیگر چاره را در صلح یافت و نمایندگانی به نزد مصریان فرستاد. لیکن این بار مصریان، که اعتماد خود را به او از دست داده بودند، به درخواست صلح او اعتناهی نکردند و فرستادگان وی را دستگیر و زندانی کردند و با ارسال نامه‌ای شرایط دشواری را برای صلح معین ساختند.
لوون، که چاره‌ای جز پذیرش شرایط مصریان نداشت، صلح را پذیرفت و بر مبنای آن بندر آیاس و سرزمینهای اطراف آن را به مصریان واگذار کرد. نیز متعهد شد که به روابط خود با کشورهای اروپایی برای همیشه خاتمه دهد.
متعاقب این حوادث مرگ نابهنگام لوون پنجم، در حالی که هنوز جوان بود و فرزندی نداشت تا وارث تاج و تخت پادشاهی وی شود، وضعیت سیاسی کیلیکیه را آشفته تر کرد.
گویدون، را به منزلهٔ پادشاه کیلیکیه انتخاب کنند. با این تصمیم پادشاهی کیلیکیه از خاندان هتومیان به دودمان لوزینیان انتقال یافت و گویدون در کلیسای سنتی ارمنی و با آداب و سنتهای مربوط به آن طی مراسمی و به نام کنستانتین سوم (۱۳۴۳–۱۳۴۴م) تاج پادشاهی را بر سر نهاد.
او از ابتدای حکومت خویش سیاست تمایل به قدرت‌های اروپایی را در پیش گرفت و اندکی بعد برای فراهم آوردن زمینه‌های لازم به منظور توسعهٔ فرهنگ اروپایی در کیلیکیه اقداماتی را برای استفاده از زبان و خط لاتین به جای ارمنی صورت داد که با مخالفت شدید امرا و روحانیان ارمنی رو به رو شد. در اندک زمانی، شدت این مخالفت‌ها به حدی رسید که منجر به جنگ‌های داخلی شد و سرانجام، جمعی از مخالفان، به رهبری اُشین باگوران، کنستانتین سوم را در قصر محل اقامتش به قتل رساندند.
با کشته شدن کنستانتین سوم یک بار دیگر تخت پادشاهی کیلیکیه خالی ماند. این بار با درایت شماری از امیران ارمنی تصمیم گرفته شد که آن را به کنستانتین چهارم (۱۳۴۵–۱۳۶۳م)، از خاندان نزرتسی، واگذار کنند.
اتفاقات داخلی کیلیکیه سبب شد که قدرت‌های غربی از حمایت‌های مالی و نظامی خودداری کنند و مصریان نبردهای خود را برای تصرف این سرزمین از ۱۳۴۵م از سر گرفتند.
سرانجام، پس از نبردی سخت ارتش متحد ارمنیان و ناوگان نظامی قبرس موفق شدند در اواخر پاییز ۱۳۴۷م مصریان را شکست دهند و بندر آیاس را به دست آورند. کنستانتین چهارم سعی کرد تا برای پایان دادن به نبردها پیمان صلحی با مصریان منعقد سازد اما موفق نشد و دیری نپایید که کشتی‌های مصری بندر آیاس را محاصره کردند و آن را بازپس گرفتند.
از ۱۳۴۸م سرزمین کیلیکیه در نتیجهٔ نبردهای طولانی با مهاجمان خارجی و کشمکش‌های داخلی وارد دورانی سخت و دشوار شد. در نتیجهٔ ضعف اقتصادی فقر گسترش یافت و قحطی و گرسنگی تمام کشور را فرا گرفت. این امر سبب کوچ بخش اعظمی از جمعیت ساکن در این سرزمین به سوی یونان و دیگر کشورهای اروپایی شد و به این ترتیب، دوران حکومت کنستانتین چهارم، که سراسر جنگ و آشوب بود، پیش از آنکه او بتواند جانشینی برای خود تعیین کند با مرگ وی به پایان رسید.
کنستانتین پنجم (۱۳۶۳–۱۳۷۳م) وارث تاج و تخت سرزمینی شد که در زمان حکومتش بخش اعظمی از آن در تصرف مصریان بود و تلاش‌هایش به همراهی حکومت قبرس، تنها حامی او در بازپس‌گیری مواضع قبلی این پادشاهی، بی‌نتیجه ماند. اختلافات داخلی از سر گرفته شد و برخی از امرای کشور، که سیاست وابستگی به قدرت‌های اروپایی را دنبال می‌کردند، کوشیدند تا از طریق بیوهٔ کنستانتین چهارم، ماریام، با نفوذ در ساختار پادشاهی مقاصد خود را با جدیت ادامه دهند.
سپاهیان حکومت ممالیک مصر با لشکری عظیم و به قصد تصرف قلعه‌های واقع در نواحی کوهستانی کیلیکیه به سوی مرزهای این سرزمین حرکت کردند. در نهایت، با کشته شدن لیپارید، سپهبد لشکر ارمنیان، نبرد به سود مصریان خاتمه یافت و آن‌ها توانستند وارد سیس شوند. لیکن موفق به تصرف قلعهٔ آن نشدند و پس از مدتی نیز شهر را ترک کردند.
پس از خروج مصریان از سیس شهر، که صدمات و خسارات جدی دیده و بخش اعظمی از آذوقهٔ ساکنانش از دست رفته بود، با قحطی مواجه و ناگواریهای بسیاری بر مردمانش تحمیل شد.
پس از پایان آخرین نبرد با مصریان، کنستانتین پنجم، که شرایط سخت کشور را درک کرده بود، تصمیم گرفت به هر شیوهٔ ممکن با مصریان صلح کند اما مخالفان او به سرکردگی ملکه ماریام مانع او شدند و سرانجام، او را به اتهام خیانت به قتل رساندند.
لوون ششم (لوون لوسینیان) (۱۳۷۴–۱۳۷۵م) پادشاه سرزمینی شد که محدودهٔ آن شامل شهرهای سیس و آنازاربا و شماری از قلعه‌های کیلیکیهٔ کوهستانی بود و درمحاصرهٔ برخی امرای ترکمن و سپاهیان مصری قرار داشت و به سبب جنگ‌های طولانی از زمینهای زراعی این ناحیه به مدت هشت سال محصولی به عمل نیامده و قحطی و گرسنگی سراسر سرزمین را فرا گرفته بود.
لوون ششم با فرستادن نمایندگانی از امیر ترکمنان، داوود بیگ، تقاضا کرد تا اجازهٔ تهیهٔ آذوقه از خارج از پادشاهی کیلیکیه فراهم شود لیکن طی توطئه‌ای که به دست مخالفان لوون شکل گرفت داوود بیگ دستور داد تا فرستادگان لوون را دستگیر کنند و به‌طور کلی از ورود آذوقه به سیس خودداری شود.
پس از این واقعه، لوون با پیشنهاد صلح به داوود بیگ کوشید تا با تدبیری سیاسی کشورش را از این شرایط دشوار نجات دهد اما سپاهیان ممالیک مصر به رهبری ابوبکر در برابر این پیمان صلح مقاومت کرد و مانع پذیرش آن از سوی داوود بیگ شدند.
در زمستان ۱۳۷۵م، سپاهیان مصری سیس را، که دیگر رمقی برای مقاومت نداشت، تصرف کردند. خاندان سلطنتی به همراه جمعی از سپاهیان به قلعهٔ سیس پناه بردند اما پس از چند ماه در بهار همان سال مجبور به تسلیم شدند و لوون ششم به همراه خاندان سلطنتی و بسیاری از امرا و مقامات کلیسای ارمنی به اسارت درآمدند و روانهٔ قاهره شدند.
پس از اسارت لوون ششم امیران و ساکنان ارمنی کیلیکیه نبردهای خود را ضد مهاجمان ادامه دادند و در نهایت، موفق شدند نوهٔ کنستانتین سوم را در صدر حکومت کیلیکیه به جای حاکم پیشین، که از سرداران مصری بود، قرار دهند.
اگرچه این حاکم دیگر استقلالی نداشت و کاملاً مطیع و فرمانبردار حکومت ممالیک مصر بود این امر زمینهٔ لازم را برای ادامهٔ حیات برخی از امیرنشین‌های ارمنی در محدودهٔ کیلیکیهٔ کوهستانی فراهم آورد.
در خلال این حوادث لوون ششم نیز، که در قاهره در اسارت به سر می‌برد، به‌طور مخفیانه با ارسال نمایندگان و نامه‌هایی به کشورهای اروپایی درخواست وساطت و کمک برای آزادی خود و همراهانش را مطرح می‌کرد. در نهایت، پادشاه کاستیل با فرستادن هدایای فراوان نزد سلطان مصر امکان آزادی لوون را از اسارت فراهم ساخت.
لوون ششم، به امید بازگشت به مسند پادشاهی کیلیکیه، یازده سال از عمر خود را صرف سفر به کشورهای مختلف اروپایی و ملاقات با مقامات برجستهٔ حکومتی و کلیسایی کرد اما نتیجه‌ای نگرفت و در اوج ناامیدی و بیماری، در ۱۳۹۳م، در پاریس درگذشت.
امیرنشین‌های ارمنی نیز چند سالی توانستند موجودیت خویش را حفظ کنند لیکن در نهایت، به دلیل سختی گذران زندگی بخش اعظمی از ساکنان آن مجبور به ترک کیلیکیه و مهاجرت به کشورهای اروپای غربی از جمله ایتالیا و فرانسه شدند.

## برابرهای انگلیسی
1. ↑  Gouglak
2. ↑  Kapan
3. ↑  Tovma Bayl
4. ↑  Adan
5. ↑  Gaston
6. ↑  Til
7. ↑  Oshin Bagouran
8. ↑  Nzretsi
9. ↑  Maryam
10. ↑  Liparied
11. ↑  Castill